# Megachile inermis
Megachile inermis är en biart som beskrevs av Léon Abel Provancher 1888. Megachile inermis ingår i släktet tapetserarbin, och familjen buksamlarbin. Inga underarter finns listade i Catalogue of Life.